# 畑原
畑原（はたはら）は兵庫県神戸市灘区の大字。郵便番号は657-0102。

## 地理
現在住居表示未実施で残っているのは山林地帯でノタ山という小字が残る。東は五毛、南は箕岡通、西は上野、北東は原田、北は大石。市街地である南方向以外は全て同じく山林である。

## 歴史

### 地名の由来
旧畑原村に由来する。中・近世、都賀荘に属した畑原村は急傾斜で水利も乏しいためゴマ位しか栽培できなかったという。
そんな土地が「畑原」と呼ばれる様になった理由について、『神戸の地名 改訂版』では備中下道郡の郷名に秦原が見える事を挙げて、秦氏との関係を「こちらはどうであったか」と仄めかす。

## 人口統計
平成17年国勢調査（2005年10月1日現在）において定住者は見られない。